# Matteo Gariglio
Matteo Gariglio (* 1986 in Luzern) ist ein schweizerisch-italienischer Filmemacher und Fotograf.

## Leben
Matteo Gariglio ist in Adligenswil aufgewachsen. Er hat einen Bachelor of Arts in Film mit Vertiefung in Video an der Hochschule Luzern erworben. Von 2013 bis 2015 absolvierte er im Rahmen des DocNomads-Programms ein Masterstudium mit Aufenthalten in Lissabon, Budapest und Brüssel.
Seit Abschluss des Studiums arbeitet Matteo Gariglio als freier Dokumentarfilmer und Fotograf. Seit Mai 2019 ist er Vorstandsmitglied des Vereins Film Zentralschweiz, der sich für bessere Bedingungen der Filmbranche in der Zentralschweiz einsetzt.

## Werk
Sein Dokumentar-Kurzfilm En La Boca über das Leben einer argentinischen Familie im Stadtteil La Boca in Buenos Aires erhielt 2017 zahlreiche Auszeichnungen und wurde in der Kategorie Bester Kurzfilm für den Europäischen Filmpreis nominiert.

## Filmografie
- 2009: Fuori dal gregge
- 2010: Harlekin
- 2015: Potatoes can be like children
- 2016: En La Boca

## Auszeichnungen
- 2017: Innerschweizer Filmpreis für En La Boca
- 2017: Bronzenes Ei am Küstendorf International Film Festivals für En La Boca
- 2017: Bester Dokumentar-Kurzfilm am Guanajuato International Film Festival für En La Boca
- 2017: Goldener Drachen am Krakow Film Festival für En La Boca
- 2017: Bester europäischer Film am Krakow Film Festival für En La Boca
- 2017: Nominierung für den Europäischen Filmpreis in der Kategorie Bester Kurzfilm für En La Boca
- 2018: Nominierung für den Schweizer Filmpreis in der Kategorie Bester Kurzfilm für En La Boca

## Kritiken
En La Boca – Dokumentar-Kurzfilm:

«Vom ersten Moment an sind
Betroffenheit, Elend, Lebensfreude, Lachen und Weinen allgegenwärtig. Aufnahmen im Innern des engsten Familienkreises werden von Bildern und Klängen der Aussenwelt durchdrungen. Farbe, Licht und Ton bringen dieses kleine filmische Juwel immer wieder neu zum Glänzen und Pulsieren.»